# Daniel Komen
Daniel Kipngetich Komen (født 17. maj 1976) er en løber fra Kenya.
Han er verdensrekordholder på 2 miles-distancen. Komen var også verdensrekordholder på 3000 meter distancen indtil 2024, hvor den blev slået af norske Jakob Ingebrigtsen.

## Personlige rekorder
Daniel Komen's personlige rekorder, og deres placering på alle tiders verdensrangsliste (14.02.2007):
| Distance   | Tid      | Placering | Dato              | Sted      |
| ---------- | -------- | --------- | ----------------- | --------- |
| 1500 meter | 3:29.46  | 49.       | 16. august 1997   | Monaco    |
| Mil        | 3:46.38  | 12.       | 26. august 1997   | Berlin    |
| 2000 meter | 4:51.30  | 13.       | 5. juni 1998      | Milano    |
| 3000 meter | 7:20.67  | 1.        | 1. september 1996 | Rieti     |
| 2 mil      | 7:58.61  | 1.        | 17. juli 1997     | Hechtel   |
| 5000 meter | 12:39.74 | 3.        | 22. august 1997   | Bruxelles |

| Atletikudøver | Spire Denne biografi om en atletikudøver er en spire som bør udbygges. Du er velkommen til at hjælpe Wikipedia ved at udvide den. |